# Maggie Geha
Maggie Geha (Boston, 4 de abril de 1988) é uma atriz e modelo americana. 

## Biografia
Maggie nasceu e cresceu na cidade de Boston. Frequentou o ensino médio em Vermont e uma faculdade em Newport. Vivendo em Nova Iorque, graduou-se em artes cénicas com concentração em performance na Marymount Manhattan College.
Em junho de 2016, foi anunciado que Maggie iria interpretar a fase adulta da personagem Ivy Pepper de Gotham, baseada na super-vilã Hera Venenosa. Ela apareceu regularmente na terceira temporada e recorrentemente na quarta, sendo substituída por Peyton List após a personagem passar por uma transformação.
Além de seu trabalho como atriz, ela também trabalha como modelo e foi Miss Vermont Teen USA em 2004.

## Filmografia
- 2011: Taxi Cab Teranga como Cate (curta-metragem)
- 2012: Save the Cat como Chloe (curta-metragem)
- 2012: Gossip Girl como Garota Sexy em bar
- 2013: 30 Rock como Inga
- 2013: All My Children como Susan
- 2013: David Gandy's Goodnight como Lady M (curta-metragem)
- 2013: Pretty Hurts como Miss de concurso
- 2014: Winter's Tale como Garota em cama
- 2014: The Rewrite como Flo Bai
- 2015: Ted 2 como Enfermeira
- 2015: In Stereo como Paula (longa-metragem)
- 2015: Happyish como Recepcionista
- 2016–2017: Gotham como Ivy Pepper
- 2016: The Harrow como Gale (longa-metragem)
- 2019: Mr. Iglesias como Abby